# Anapausis wollastoni
Anapausis wollastoni är en tvåvingeart som beskrevs av Cook 1970. Anapausis wollastoni ingår i släktet Anapausis och familjen dyngmyggor.
Artens utbredningsområde är Madeira. Inga underarter finns listade i Catalogue of Life.